# Marea Lojă de Studiu al Artei Regale
Constituită la 30 mai 2015 prin Decretul de schimbare a denumirii U:.M:.S:.O:.I:. România in Marea Lojă de Studiu al Artei Regale.
Documentul este semnat de Marele Maestru Gabriel Laurențiu Bobocea si de Marele Secretar Leah Traian. El mai prevede ca Marea Lojă de Studiu al Artei Regale este succesoarea Mari Loji Române U:.M:.S:.O:.I:.. Cele patru Loji fondatoare sunt Lux Aeterna, Soarelui, Nicolae Titulescu, toate din Brașov, si C.A. Rosetti din București, la care s-au adâugat Lojile Kós Károly (Sf. Gheorghe) si Ioan Mincu din Focșani. Ele și-au propus să practice o Masonerie justă și perfectă, bazată pe deviza "Libertate, Egalitate, Fraternitate".
Noua conducere a M:.L:.S:.A:.R:. va fi formată din fratele Călin Sorin Cojan, Marele Maestru, Silviu Vrănceanu, Marele Maestru Adjunct si George Bălăceanu, Marele Secretar. Fratele Gabriel Laurențiu Bobocea râmăne activ in Marele Consiliu ca Mare Maestru din trecut.
Concomitent, a avut loc o răsturnare a Lojilor "pentru o gestiune temporară căt mai eficientă"; membrii "cu probleme de credibilitate și conduită nepotrivită nu au rămas sub umbrela M:.L:.S:.A:.R:.".În același timp, s-au reînregistrat "toți Frații care au împărtășit idealul Masonic de conduită".
Odată stabilizată situația M:.L:.S:.A:.R:. va relua relațiile internaționale cu Marele Orient al Italiei și cu Marea Lojă Tradițională și Simbolică Opera din Franța. Astfel, din 2016, începe semnarea Tratatelor de Amiciție și Recunoaștere, mai întăi cu Marea Lojă Națională din Muntenegru, Marea Lojă Suverană a Statului Quintana Rao din Mexic, Supremul Consiliu al Americii Centrale, Marele Orient al Italiei - Obedienta Piazza del Gesu, Marea Lojă Masonică Franceză de Tradiție, Marea Lojă Universală Liberă din Franța sau Marea Lojă Simbolică din Burgundia (Franța).
Astăzi M:.L:.S:.A:.R:. are 9 Loji: Lux Aeterna, Soarelui, Nicolae Titulescu, Magnum Opus(toate din Brașov), C.A. Rosetti, Frația, Acacia (toate din București), Kós Károly (Sf. Gheorghe), Ion Mincu (Focșani), și cu Frații italieni Loja Agora (Milano-Italia).
În acest scop doresc să "relaționeze pe orizontală cu toate Obediențele din România care împărtășesc aceleași idealuri".
M:.L:.S:.A:.R:. se dorește a fi "o Obediență bazată pe studiu, aprofundarea ritualurilor și acțiuni care să ducă la dezvoltarea intelectuală, morală și spirituală a membrilor săi și a societăților în care trăim"
Este membră fondatoare a Uniunii Marilor Loji din România și a Grand Alliance Maçonnique Tracia (2017).
Marele Maestru: Sorin Călin Cojan.
Marele Maestru Adjunct: Silviu Alin Vrânceanu.
Marele Secretar: George-Ionuț Bălăceanu.
În urma conventului organizat în data de 23.06.2018 pe baza alegerilor a fost votat ca Mare Maestru, Vrânceanu Silviu Alin, Mari Maeștri Adjuncți în persoana lui Leah Traian și Petrescu Cezar iar funcția de Mare Secretar i-a fost atribuită lui George-Ionuț Bălăceanu.
Din data de 21 iulie 2017 Mare maestru este Vrănceanu Silviu Alin
1. ↑  [ml-sar.ro „MLSAR”] Verificați valoarea |url= (ajutor).